# Krzysztof Śmietana
Krzysztof Śmietana – polski skrzypek i pedagog muzyczny.

## Życiorys
Studiował w Akademii Muzycznej w Krakowie u Zbigniewa Szlezera, a następnie w Londynie w Guildhall School of Music & Drama u Yfraha Neamana. Od tego czasu mieszka na stałe w Wielkiej Brytanii. Koncertował w tym kraju i poza jego granicami z licznymi recitalami i koncertami. Jako solista wystąpił z BBC Symphony Orchestra na festiwalu BBC Proms. W jego repertuarze znajdują się utwory polskich kompozytorów, m.in. koncert skrzypcowy oraz trio Panufnika, utwory  Szymanowskiego, Twardowskiego i Malawskiego. Był gościnnym koncertmistrzem orkiestr, m.in. London Symphony Orchestra, Chamber Orchestra of Europe i London Sinfonietta, a także członkiem London Mozart Trio. Prowadził kursy mistrzowskie w Wielkiej Brytanii, USA, Kanadzie, Brazylii, na Bliskim Wschodzie, Japonii, Hiszpanii, Irlandii, Islandii, Niemczech oraz Polsce. Jest profesorem Guildhall School of Music and Drama.

## Nagrody i wyróżnienia
Jest laureatem ogólnopolskich i międzynarodowych konkursów skrzypcowych, m.in. II nagrody na Konkursie Carla Flescha. Otrzymał wyróżnienie Płyta miesiąca miesięcznika „CD Review” za nagranie koncertu Panufnika.

## Wybrana dyskografia
- 1990 – Koncert skrzypcowy Panufnika; London Musici Orchestra pod dyr. Marka Stephensona (Conifer Classics CDCF 182)
- 1998 – 3 Sonaty Brahmsa; Krzysztof Śmietana – skrzypce, Caroline Palmer – fortepian; wyd. ASV (QS 6227)[5]
- 2009 – Fauré; Sonata A-dur op.13, Sonata e-moll op. 108, Sicilienne op. 78, Berceuse op. 16, Krzysztof Śmietana – skrzypce, John Blakely – fortepian; wyd. Meridian[6]